# Списак српских економиста
- Димитрије Исаиловић
- Коста Цукић
- Чедомиљ Мијатовић
- Владимир Јовановић
- Милован Јанковић
- Алекса Спасић
- Коста Јовановић
- Мита Ракић
- Михаило Вујић
- Вукашин Петровић
- Светозар Марковић
- Димитрије Ценић
- Милић Радовановић
- Богдан Марковић
- Коста Стојановић
- Момчило Нинчић
- Михаило Аврамовић
- Драгиша Лапчевић
- Милорад Недељковић
- Велимир Бајкић
- Милан Тодоровић
- Мирко Косић
- Јелена Кочовић
- Ката Шкарић Јовановић
- Благоје Пауновић
- Драгана Покрајчић
- Даница Поповић
- Миомир Јакшић
- Никола Фабрис
- Александра Прашчевић
- Бранко Медојевић
- Славица Манић
- Александар Јовановић
- Душан Пантић
- Љубомир Дуканац
- Милан Стојадиновић
- Славко Шећеров
- Димитрије Мишић
- Гојко Грђић
- Коста Михаиловић
- Милош Мацура
- Никола Чобељић
- Димитрије Димитријевић
- Обрен Благојевић
- Драгослав Аврамовић
- Љубиша Адамовић
- Миладин Кораћ
- Зоран Пјанић
- Павле Васић
- Иван Стојановић
- Бранислав Шошкић
- Радмила Стојановић
- Стипе Ловрета
- Славко Шећеров
- Оскар Ковач
- Тихомир Влашкалић
- Рајко Ралевић
- Божидар Церовић
- Милена Јовичић
- Павле Петровић
- Мирољуб Лабус
- Владимир Глигоров
- Ђорђе Шуваковић
- Никола Зелић
- Дејан Поповић
- Бранко Милановић
- Милић Миловановић
- Милица Увалић
- Мирко Цветковић
- Бошко Живковић
- Бошко Мијатовић
- Даница Поповић
- Борис Беговић
- Миодраг Зец
- Александра Јовановић
- Гордана Матковић
- Милица Бисић
- Божо Стојановић
- Ивица Стојановић
- Рајко Томаш
- Бранко Драгаш